# Zibido San Giacomo
Zibido San Giacomo – miejscowość i gmina we Włoszech, w regionie Lombardia, w prowincji Mediolan.
Według danych na rok 2004 gminę zamieszkiwało 5413 osób, 225,5 os./km².